# 牛首峠 (長野県)
牛首峠（うしくびとうげ）は、長野県上伊那郡辰野町にある峠である。初期中山道の峠道であり、往来を阻む木曽山脈の北端を回り伊那谷と木曽谷とを結ぶ数少ないルートの一つである。
辰野町から塩尻市楢川へと抜ける長野県道254号楢川岡谷線に位置する。霧訪山－奈良井断層帯の断層鞍部上の峠であり、峠道は断層谷に特徴的な直線状の谷を抜ける。
慶長6年（1602年）に大久保長安により開設された初期中山道は贄川宿の北にある桜沢（塩尻市楢川）からこの峠を越えて小野宿へ抜け、小野峠から下諏訪宿に至るルートを通っていたが、元和元年（1615年）頃にはこの峠を迂回し、洗馬宿から塩尻峠を越えて下諏訪宿へ至るルートに変更された。
峠を降りて塩尻市を通る区間は道路地図等で通行不能と案内されているが、実際は走行可能である。1996年まで、当該区間は未舗装のダートであったが後に殆ど一車線で舗装された。対向車とのすれ違いが困難であり、所々にそのための幅広い箇所が設けられている。また地盤が不安定であり、通行時には落石に注意する必要性がある。

## 周辺
- 小野宿
- 贄川宿
- 間の宿桜沢
- 「是より南 木曽路」の碑